# Ernesto Azzini
Ernesto Azzini (Rodigo, Llombardia, 17 d'octubre de 1885 – Milà, 14 de juliol de 1923) va ser un ciclista italià que fou professional entre 1907 i 1921. Era anomenat el dos metres per la seva gran alçada. Va morir de tuberculosi, com els seus dos germans Giuseppe i Luigi, també ciclistes professionals.
Durant els seus anys de professional va córrer als equips Atena, Legnano i Stucchi. Fou el primer italià a guanyar una etapa al Tour de França, el 1910. També guanyà dues etapes al Giro d'Itàlia.

## Palmarès
- 1906.
  - 1r a la Milà-Verona
- 1907.
  - 1r del Gran Premi Peugeot
  - 2n a la Volta a Llombardia
- 1908
  - 1r a la Milà-Verona
  - 1r a la Copa del Re
  - 1r a la Sanremo-Ventimiglia-Sanremo
  - Vencedor d'una etapa al Giro de Sicília
- 1910.
  - 1r de la Copa Savona
  - Vencedor d'una etapa al Giro d'Itàlia i líder durant una etapa
  - Vencedor d'una etapa al Tour de França
- 1912.
  - 1r del Campionat de la U.S.Milanesa
  - Vencedor d'una etapa al Giro d'Itàlia

### Resultats al Giro d'Itàlia
- 1909. 6è a la classificació general
- 1910. Abandona i vencedor d'una etapa. Maglia rosa durant una etapa
- 1911. Abandona
- 1912. 6è a la classificació general i vencedor d'una etapa

### Resultats al Tour de França
- 1910. 13è a la classificació general i vencedor d'una etapa